# Juan del Álamo
Jonathan Sánchez Peix conocido como Juan del Álamo (Ciudad Rodrigo, Salamanca, 1 de octubre de 1991) es un matador español.

## Biografía
Debutó en Mugron en una novillada picada el 11 de abril junto a Román Pérez y Marco Leal con novillos de la ganadería de Robert Margé.
El 15 de julio de 2011 tomó la alternativa en Santander, teniendo de padrino El Juli, y de testigo, Miguel Ángel Perera con toros de Jandilla. Confirmó la alternativa en Madrid el 8 de abril de 2012 teniendo como padrino a El Fundi y como testigo a Víctor Barrio. En 2013 recibió en Mimizan el Premio al Mejor Matador de Toros del Concurso “Toros en Francia”. A lo largo de los años ha cortado orejas en Pamplona, Las Ventas, Nimes y Salamanca, entre otras.
El 8 de octubre de 2017 salió por la puerta grande de Las Ventas en una corrida con toros de Alcurrucén, compartiendo cartel con El Cid y Joselito Adame.